# Cornelius Weiss

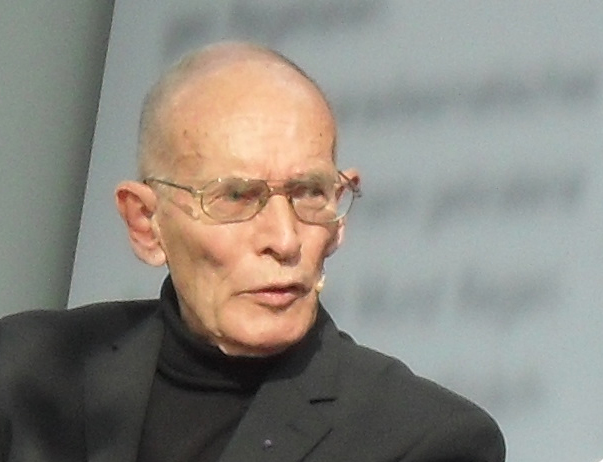
Cornelius Weiss auf der Leipziger Buchmesse 2012

Cornelius Weiss (* 14. März 1933 in Berlin; † 27. Oktober 2020 in Leipzig) war ein deutscher Chemiker und Politiker (SPD). Er war Professor für Theoretische Chemie und von 1991 bis 1997 Rektor der Universität Leipzig. Von 1999 bis 2009 war er Abgeordneter des Sächsischen Landtages.

## Wissenschaftliche Laufbahn
Cornelius Weiss war der älteste Sohn des Atomphysikers Carl Friedrich Weiss und dessen Ehefrau Hildegard. Er besuchte Schulen in Berlin, Rittersgrün (woher sein Großvater stammte) und Ronneburg. Sein Vater musste von 1945 bis 1955 in der UdSSR unter Lagerbedingungen am Aufbau von Kernkraftanlagen mitarbeiten. Ab 1946 war Weiss nebst seiner Eltern und zwei Geschwistern ebenfalls dort interniert. Er legte 1952 sein Abitur an der Lagerschule Obninsk ab. Anschließend studierte Weiss ab 1953 Chemie in Minsk und Rostow am Don und schloss das Studium 1960 in Leipzig ab. 
Nach der Promotion 1964 war er zunächst als Lehrkraft für Theoretische Chemie tätig, als deren Mitbegründer in Leipzig er gilt. 1970 wurde er zum Dozenten berufen. 1973 erwarb er den Dr. sc. nat. (in der DDR äquivalent zur Habilitation) mit einer Arbeit zur Quantenchemie. Weiss weigerte sich, der SED oder einer Blockpartei beizutreten. Erst 1989 erhielt er – noch in der DDR – eine außerordentliche Professur in Leipzig. 1990 wurde Weiss Direktor der Sektion Chemie.

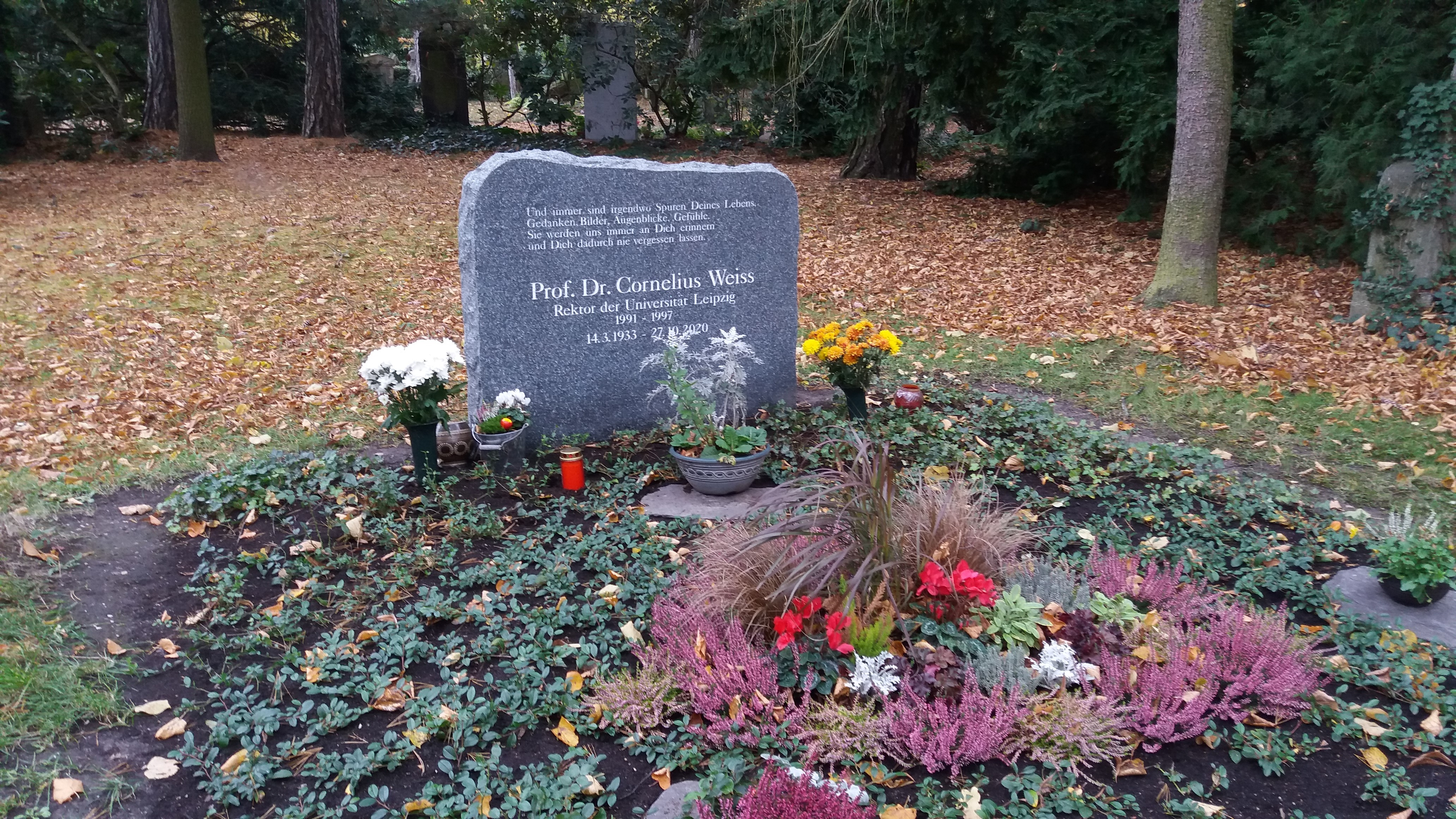
Grabstätte Cornelius Weiss

Am 13. Februar 1991 bestimmte ihn das erste frei gewählte Konzil zum Rektor der Universität Leipzig, ein Amt, das er bis 1997 innehatte. Zu seinen großen Aufgaben gehörte die personelle und strukturelle Erneuerung der Hochschule in kürzester Zeit. In dieser Funktion hatte er die Mitarbeiterzahl der Universität, nicht nur Funktionäre, sondern auch Fachkräfte, um Tausende zu reduzieren. Von 1993 bis 1997 war Weiss Vorsitzender der Landeshochschulkonferenz Sachsen und seit 1996 Vizepräsident der Deutschen Hochschulrektorenkonferenz sowie ordentliches Mitglied der Sächsischen Akademie der Wissenschaften.
Im Jahre 1990 war Weiss Mitbegründer der „Initiativgruppe zur demokratischen Erneuerung der Universität“. Weiss hatte „fassungslos“ die Sprengung der Universitätskirche St. Pauli 1968 miterlebt, war allerdings Gegner eines „originalen“ Wiederaufbaus. 1999 wurde Weiss das Bundesverdienstkreuz 1. Klasse verliehen. 
Im März 2012 erschien seine Autobiografie Risse in der Zeit. Im Juli 2020 stand er für die Podcast-Serie „Die Universität im Sturm der Revolution“ Rede und Antwort, die anlässlich von 30 Jahren Deutscher Einheit veröffentlicht wurde.
Weiss war 2016 Mitbegründer der Bürgerinitiative „Gute Nachbarschaft mit Russland“. In der Dokumentation Wie russisch ist der Osten? aus dem Jahr 2020 beschrieb Weiss seine Beziehung zu Russland.

## Politische Karriere
Cornelius Weiss war ab Ende 1997 Mitglied der SPD und war von September 1999 bis September 2009 Abgeordneter im Sächsischen Landtag. In der 3. Wahlperiode (1999 bis 2004) wurde er stellvertretender Vorsitzender und Sprecher für Wissenschafts- und Hochschulpolitik der SPD-Fraktion. In der 4. Wahlperiode (2004 bis 2009) war Weiss Alterspräsident des Landtages. Im November 2004 wurde er Vorsitzender seiner Fraktion, 2007 trat er von dieser Funktion zurück. Zuletzt saß er als Mitglied im Ausschuss für Schule und Sport, im Petitionsausschuss sowie im Sonderausschuss „Demografische Entwicklung und ihre Auswirkungen auf die Lebensbereiche der Menschen im Freistaat Sachsen sowie ihre Folgen für die politischen Handlungsfelder“.
Ab 2018 engagierte sich Cornelius Weiss aktiv in der Leipziger Ortsgruppe der linken Sammlungsbewegung „aufstehen“.

## Persönliches
Weiss war verheiratet und hatte drei Kinder. Er wurde auf dem Leipziger Südfriedhof, innerhalb der Universitätsrabatte der II. Abteilung, beerdigt.

## Auszeichnungen
- 1982: Humboldt-Medaille in Gold
- 1995: Officier dans l’Ordre des Palmes Académiques
- 1998: Ehrenmedaille der Stadt Leipzig
- 1999: Bundesverdienstkreuz 1. Klasse